# 南区 (釜山广域市)
南區（：／ Nam gu */?）是大韩民国釜山廣域市的自治區，位於釜山東南方。

## 簡介
南區為位處釜山廣域市東南部的自治區，於1975年10月1日由釜山鎮區大淵出差所、東萊區水營出差所和東區凡一3洞合併而成。
南區的地理位置實際上比東區更為東邊，比中區和西區更北，與其名稱不符。在此情況下，劃分地理範圍時出現將東區包含在釜山西部圈內，但南區與水營區、海雲臺區一起視為釜山東部圈的奇怪狀況。

## 歷史
南區在三韓時期及三國時代初期隸屬於居漆山國（거칠산국）。其後，在新羅景德王時期，併入東萊郡管治。朝鮮王朝時期，南區地域依然由東萊府管轄。壬辰倭亂前，慶尚左道水軍節度使營遷移至釜山水營一帶，在壬辰倭亂後遷至現南區戡蠻洞一帶，此地成為水軍駐紮的釜山要塞。但由於此地與倭館距離較近，存在泄露軍事機密的危險，因而於1652年再次遷回現水營區一帶。
朝鮮後期，南區地區相當於東萊府南村面（남촌면）及東面（동면）的一部分。日治時期，現在的南區歸屬東萊郡西下面（서하면）及龍珠面（용주면）管轄。同時，朝鮮總督府亦在海岸進行填海，掌握了龍湖洞一帶鹽田的經營權，設立了試驗製鹽龍湖出差所。在此處生產的鹽不僅銷售到慶尚道，還銷售到江原道和咸鏡道。此後，朝鮮總督府獲得了2萬坪鹽田的所有權，以壟斷體制生產。1936年，龍珠面和南面的一部分被編入釜山府釜山鎮出差所。1942年，東萊郡管轄的部分水營和海雲臺被編入釜山府，設立了水營出差所。
韩国独立后，随着废府设市的实施，南区地域被划归釜山市管辖。1953年和1957年，南區地域分別改編為釜山市大淵出差所、釜山鎮區大淵出差所和東萊區水營出差所。1960年代以後，隨著人口增加，南區一帶變成了住宅區。大淵1洞是傳統的中產居住區，在高級單獨住宅中形成了別墅型共同住宅區，黃嶺山附近的大淵洞也形成了舒適的居住區。在龍湖洞、戡蠻洞、牛岩洞、門峴洞等地區，在獨立後曾成為海外歸國國民和韓戰難民聚居的貧民密集區，但透過都市重建，重建成大單位公寓林立的新興住宅區。
1973年，大淵出差所升格為釜山市直轄。1975年，升格為南區。1995年3月，水營區從此區分出獨立成區。

## 行政區劃

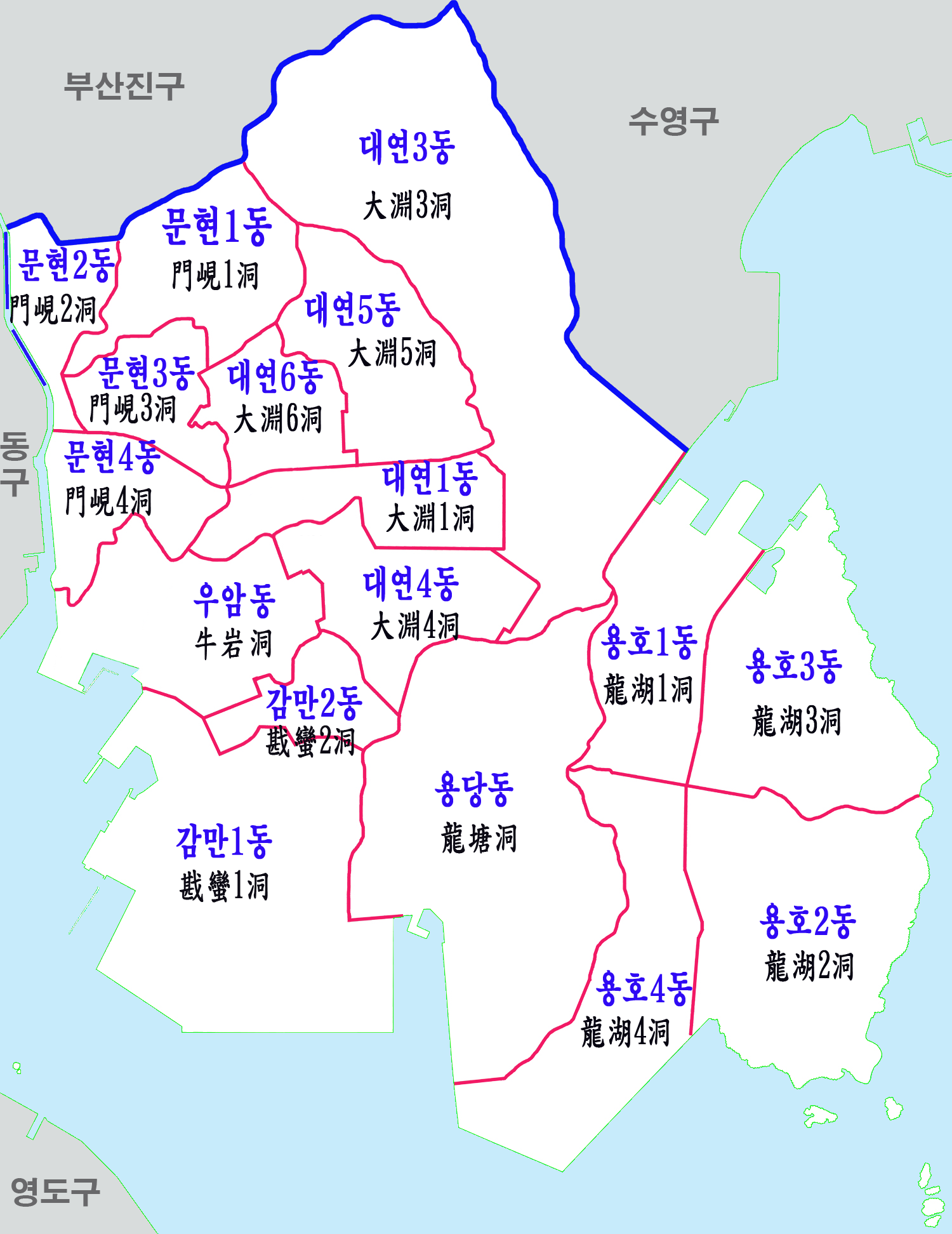
行政區劃圖

南區目前下轄6個法定洞，細分為17個行政洞。
- 大淵洞（1-6洞）
- 龍湖洞（1-4洞）
- 龍塘洞
- 勘蠻洞（1-2洞）
- 牛岩洞（1-2洞）
- 門峴洞（1-4洞）

## 政治
釜山南區因緊鄰收入高的富人區，及居民平均年齡較高，因而是保守派政黨強勢的地區。在1990年保守派政黨統合後，保守派陣營領頭羊民主自由黨、新韓國黨、大國家黨及新世界黨一直在區內獲勝。此局面在2016年舉行的第20屆議會選舉才被打破，共同民主黨的候選人朴在昊以微弱優勢在南區甲選舉當選。翌年的第19屆總統選舉中，共同民主黨候選人文在寅以5.2%的差距戰勝保守派候選人洪準杓，自由派系政黨總統候選人首次於此區獲勝。

### 國會議員
南區目前設立兩個國會議員選區（南區甲、南區乙），選出兩名國會議員代表，現任甲選區的國會議員為保守派政黨國民力量的朴洙瑩（박수영），乙選區的國會議員為自由派政黨共同民主黨的朴在昊（박재호）。
朴洙瑩於2020年國會選舉中，以53.57%的得票率勝出；朴在昊以50.50%的得票率勝出。

### 市議會
南區目前於釜山廣域市議會一共47席中佔有4席，現任議員（2018年－2022年）中，3名為共同民主黨籍議員，1名為國民力量籍議員。

### 區議會
南區議會（남구의회）為南區的立法機關，由14名議員組成。現任議員（2018年－2022年）包括7名共同民主黨議員、6名國民力量議員及1名無黨籍議員。

## 文化教育
2015年，區內設有12所小學、13所初中、18所高中及3所特殊學校。而釜慶大學、慶星大學、東明大學和釜山藝術大學皆在南區設立校區。
大淵洞設有釜山文化會館（부산문화회관），為釜山文化的核心機關，於1988年開館。同時，法國文化院（프랑스문화원）於1978年遷至大淵洞，並根據《韓法文化協定》舉辦各種文化活動，宣傳法國藝文化活動，並贊助與法國相關的藝術、文化業務等。

## 產業
1960年代後，因南區城市化加快，原有的農業和漁業幾近消失，在戡蠻洞則開始出現制鋼工廠和儲油所。大淵洞一帶則集中設立文化設施，如釜山博物館。門峴洞則設立了門峴金融園區，吸引了韓國交易所、釜山銀行、韓國銀行釜山本部及技術保證基金等機構入駐。

## 景點
- 聯合國紀念墓園：全球唯一一座聯合國墓園，埋葬聯合國軍在韓戰中的陣亡士兵。[7]
- 五六島（釜山國家地質公園）：擁有海浪侵蝕而成的波蝕臺，以及海蝕洞窟等地形，與長年未受人力干涉而自然生長的動植物，和蔚藍大海風景。[8]
- 神仙臺：臨海的石頭平台，黃、藍色的怪石層層重疊，每年3月至4月時會有油菜花盛開的景象。[9]
- 二妓臺（釜山國家地質公園）：八千萬年前的火山爆發形成的火山岩與堆積岩，又被海浪侵蝕形式海蝕崖、海蝕平臺、海蝕洞窟等地形。[10]

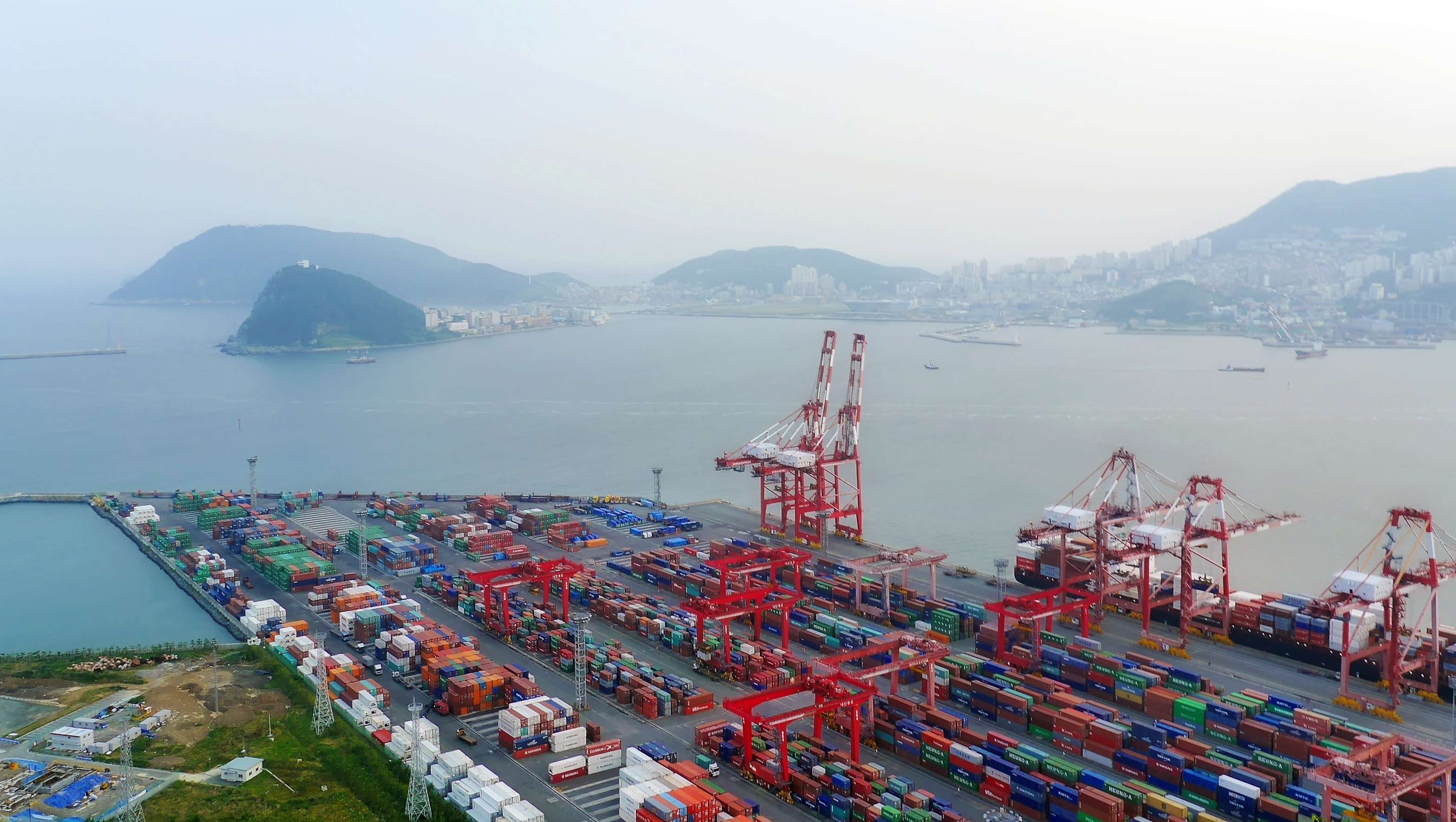
神仙臺貨櫃碼頭
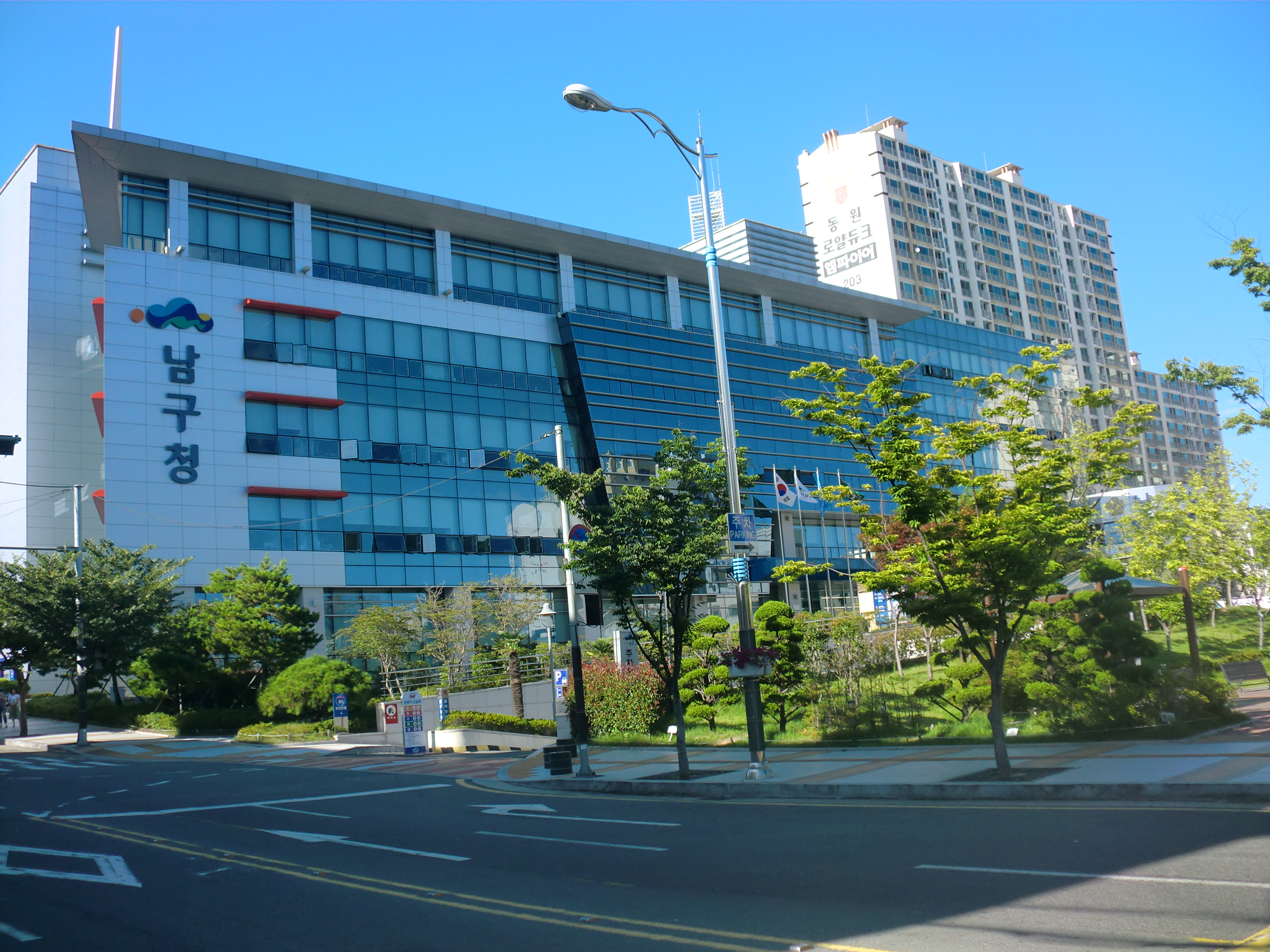
南區區廳
聯合國紀念墓園
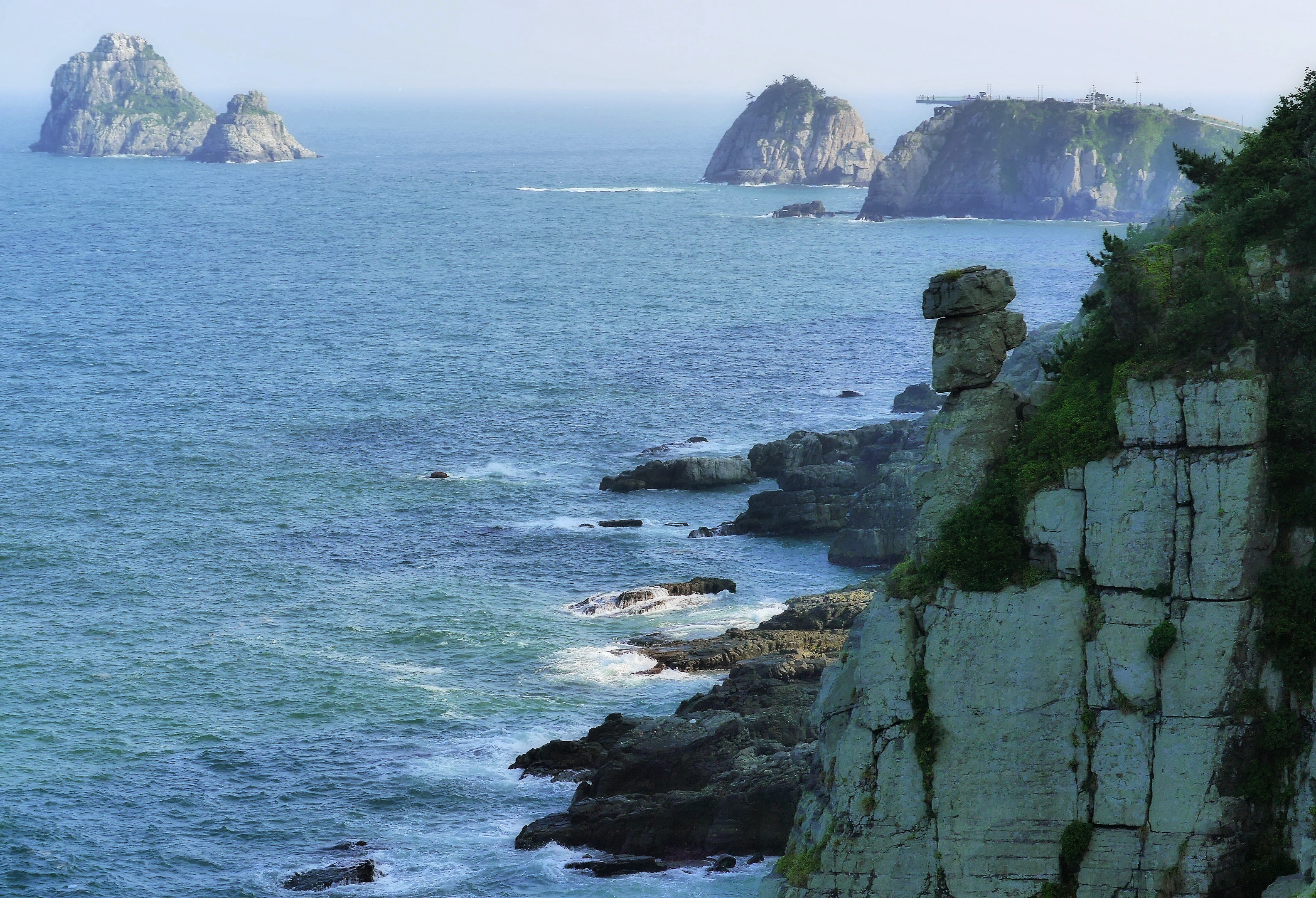
五六島
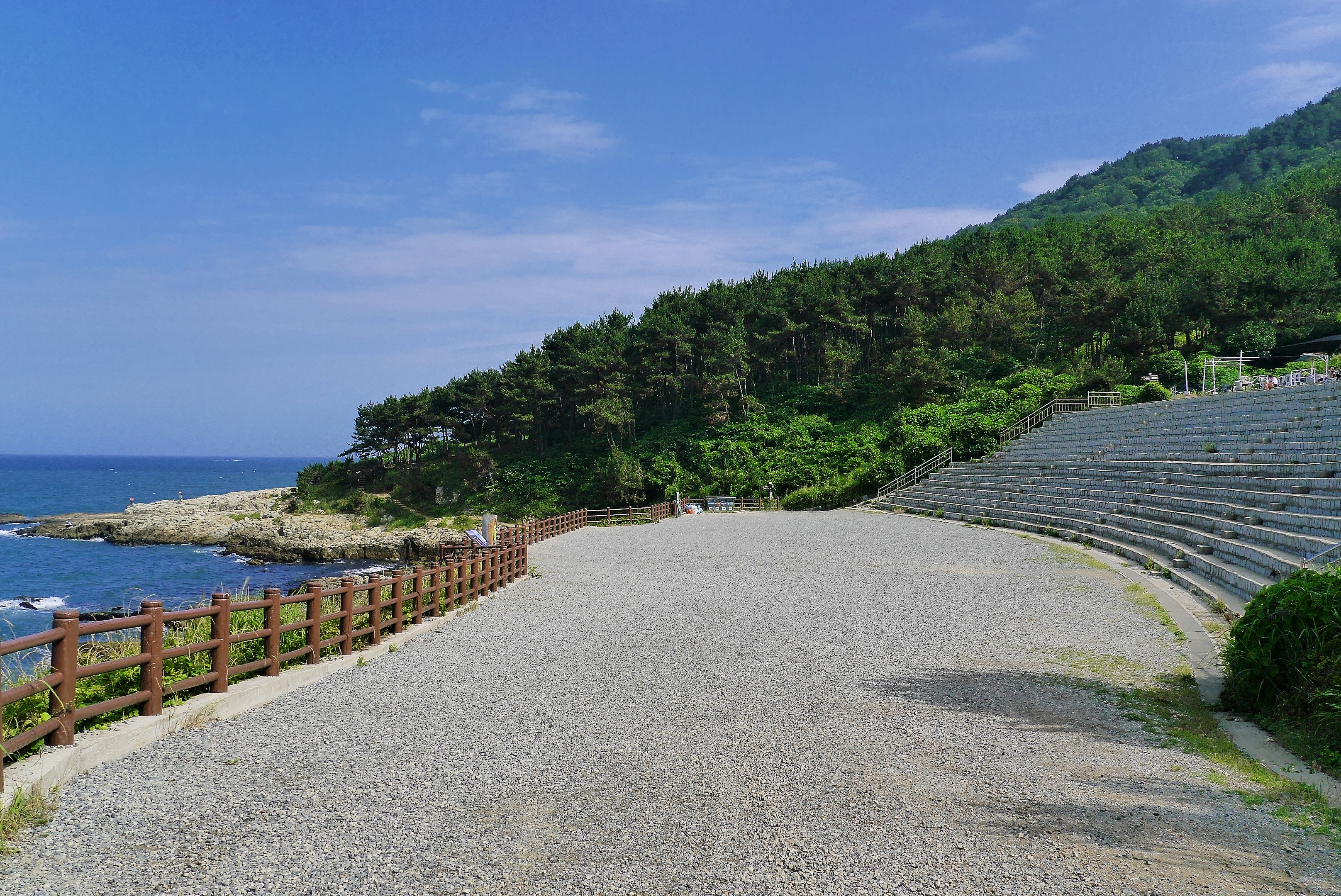
二妓臺

## 外部連結
- 南區政府官方網站 （页面存档备份，存于）